# آرمناک تر-آبراهامیان
آرمناک یپرمی تر-آبراهامیان (ارمنی: Արմենակ Եփրեմի Տեր-Աբրահամյան؛  زادهٔ ۱۶ سپتامبر ۱۸۹۸ - درگذشته ۱۱ دسامبر ۱۹۸۷) خواننده-آهنگساز، بازیگر اهل ارمنستان بود. وی بین سال‌های - تا - میلادی فعالیت می‌کرد.

## زندگی‌نامه
وی در ۲۸ سپتامبر [سبک قدیمی: ۱۶ سپتامبر] ۱۸۹۸ در تفلیس به دنیا آمد و از مدرسه نرسیسیان و کنسرواتوار دولتی وانو ساراجیشویلی تفلیس فارغ‌التحصیل گشت. وی همچنین برنده جوایزی همچون هنرمند مردمی ارمنستان شوروی شد. وی در ۱۱ دسامبر ۱۹۸۷ در سن سالگی در ایروان درگذشت